# SMART metoda
SMART / SMARTER je mnemotechnická pomůcka používaná v projektovém řízení a koučinku ve fázích stanovení cílů. Jedná se o způsob jak hodnotit kvalitu projektových cílů nebo cílů osobního rozvoje. Stejný termín se také často používá při řízení výkonnosti, kdy cíle jsou požadované parametry, které by měl naplnit hodnocený zaměstnanec.
První zaznamenané použití tohoto pojmu bylo v listopadovém vydání Management Review v roce 1981 v textu publikovaném George T. Doranen. Podle Doranova článku ale neměly být všechny zmiňované faktory vyžadovány po vedoucích pracovnících na všech úrovních podnikového řízení. Hlavně z pohledu středního managementu není dost dobře možné pokaždé jasně nadefinovat konkrétní požadované cíle.
Alternativními pojmy jsou: 'DUMB' (doable, understandable, manageable & beneficial – proveditelný, pochopitelný, uříditelný a prospěšný). 'KARAT' (konkrétní, ambiciózní, reálný, akceptovatelný a termínovaný) – domácí alternativa ke SMART.

## Pojmy za jednotlivými písmeny
Neexistuje jednoznačná shoda ohledně toho, co přesně pět + dvě písmena ve zkratce znamenají nebo jak se používají v určité situaci. Typicky používaná slova jsou:
| Písmeno | Hlavní pojem                         | Ostatní pojmy |
| ------- | ------------------------------------ | --- |
| S       | Specific – konkrétní                 | Significant – významný, Stretching – posouvající, Simple – jednoduchý |
| M       | Measurable – měřitelný               | Meaningful – smysluplný, Motivational – motivující, Manageable – uříditelný |
| A       | Achievable – dosažitelný             | Appropriate – odpovídající, Attainable – dosažitelný, Agreed – odsouhlasený, Assignable – zadatelný, Actionable – zprocesnitelný, Action-oriented – orientovaný na akci, Ambitious – ambiciózní, Aligned – sladěný |
| R       | Realistic – realistický              | Relevant – odpovídající, Results/Results-focused/Results-oriented, Resourced – pokrytý zdroji, Rewarding |
| T       | Time-bound – ohraničený v čase       | Time-oriented – časově orientovaný, Time framed – zasazený do časového rámce, Timed – termínovaný, Time-based – založený na čase, Timeboxed – uzavřený v čase, Timely – časovaný, Time-Specific – konkrétní v čase, Timetabled – načasovaný, Time limited – časově omezený, Trackable – dohledatelný, Tangible – hmatatelný |
| E       | Evaluable – hodnotitelný             | Ethical – etický, Excitable – fascinující, Enjoyable – zábavný, Engaging – strhující, Ecological – s pozitivním vlivem na okolí |
| R       | Reevaluable – opakovaně hodnotitelný | Rewarded – odměněný, Reassessed – znovu hodnotitelný, Revisited – znovu hodnocený, Recordable – zaznamenatelný, Rewarding – hodnotný, Reaching – dosažitelný |

Volba určitých kombinací vede k duplicitám a překryvům – jako například kombinace Attainable a Realistic.

## Příklady vhodně vytvořených cílů podle metody SMART
- V roce 2021 zvýšit zisky z produktu A o 10 % oproti roku 2020.
- Do konce roku 2021 zvýšit prokliknutí na Instagramu o 20 %.[13]
- Do června 2024 otevřít pobočku v Polsku.
- Každý poslední pátek v měsíci uspořádat hodinové školení pro zaměstnance.